# ベンジャミン・デイビス・ウィルソン
ベンジャミン・デイビス・ウィルソン（Benjamin Davis Wilson、1811年12月1日 – 1878年3月11日）は、アメリカの政治家である。彼はネイティブ・アメリカンの問題における彼の慈悲深い態度から「ドン・ベニート」としてネイティブ・アメリカンに知られていた。テネシー州出身のウィルソンは、カリフォルニア州に来る前は毛皮の捕獲者であり貿易業者であった。孫にジョージ・パットンがいる。

## カリフォルニアへの移住
1841年、30歳の時テネシー州から当時メキシコ領だったカリフォルニアに移住した。1844年にサンバーナーディーノのメキシコ人大地主の娘と結婚し、メキシコ国籍を所得した。ウィルソンは大牧場を経営する傍ら土地取り引きで大きな利益を得た。パサディナからアルハンブラにかけて広大な土地を所有した。
1848年にカリフォルニアはアメリカ合衆国領となった。ウィルソンは1851年に第2代ロサンゼルス市長になった。その後カリフォルニア州議会元老院の議員を3期務めた。

## 遺産
- サンガブリエル山脈西部にある山「ウィルソン山」はウィルソンに由来している。

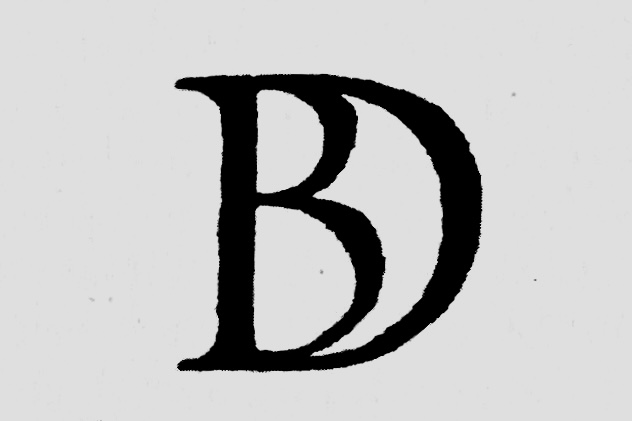
彼の牧場の焼印